# حوزه انتخابیه اول لوئیزیانا
حوزه انتخابیه اول لوئیزیانا یک حوزه انتخابیه مجلس نمایندگان آمریکا است که در ایالت لوئیزیانا قرار دارد.